# Kamerdyner (film 2018)
Kamerdyner – polski dramat historyczny w reżyserii Filipa Bajona. Premiera filmu miała miejsce 17 września 2018, podczas 43. Festiwalu Polskich Filmów Fabularnych w Gdyni, na którym zdobył nagrodę Srebrne Lwy. W kinach wyświetlany od 21 września 2018. W mniej więcej tym samym okresie ukazała się książka związana z filmem pod tym samym tytułem.
Okres zdjęciowy trwał od 22 września 2015 do 9 kwietnia 2018, a sceny plenerowe realizowano na Mazurach, Helu, w Gdańsku, Pucku, Piaśnicy, Wejherowie, Karwi, Łężanach k. Olsztyna, Galinach, Widrynach i Warszawie i Reszlu. Pierwotnie reżyserią filmu miał zająć się Piotr Trzaskalski.

## Opis fabuły
Akcja rozgrywa się w latach 1900–1945 na Kaszubach. W roku 1900 Gerda von Krauss – arystokratka pochodząca z majętnego pruskiego rodu – przygarnia kaszubskie niemowlę – Mateusza Krolla, po śmierci jego matki. Dorasta on w pałacu von Kraussów w okolicy Pucka wraz z ich dziećmi – Maritą i Kurtem. Między Matim a dziewczynką rodzi się miłość, zaś Kurt darzy chłopca niechęcią. Po zakończeniu I wojny światowej Bazyli Miotke – kaszubski patriota, będący ojcem chrzestnym chłopca – walczy podczas konferencji pokojowej w Paryżu o przyłączenie Kaszub do II Rzeczypospolitej. Traktat wersalski – gwarantujący Polsce niepodległość – sprawia, że ród von Kraussów traci wpływy oraz część swojego majątku. Pomiędzy żyjącymi od wieków obok siebie Kaszubami i Niemcami wzrasta nienawiść. Bohaterowie czują, że świat, który znali, wkrótce diametralnie się zmieni. Zbliża się II wojna światowa. Tragicznym finałem napięć pomiędzy sąsiadami jest brutalny mord popełniony przez Niemców w lasach pod Piaśnicą. W 1945 roku na te tereny wkracza Armia Czerwona.

## Role główne
- Sebastian Fabijański – Mateusz Kroll
- Adam Woronowicz – hrabia Hermann von Krauss
- Anna Radwan – hrabina Gerda von Krauss
- Marianna Zydek(inne języki) – Marita von Krauss, córka Gerdy i Hermanna
- Janusz Gajos – Bazyli Miotke
- Borys Szyc – Fryderyk von Krauss, brat Hermanna
- Kamilla Baar-Kochańska – Angela von Krauss, żona Fryderyka
- Marcel Sabat – Kurt von Krauss, syn Gerdy i Hermanna
- Sławomir Orzechowski – kamerdyner Franz Necel
- Diana Zamojska – Urszula Miotke, żona Bazylego
- Łukasz Simlat – Peter Schmidt
- Daniel Olbrychski – Leo von Trettow
- Janusz Chabior – Johann von Viebode
- Mariusz Jakus – Wojciech Cygler

## Nagrody i nominacje
- 43. Festiwal Polskich Filmów Fabularnych[6]:
  - nagroda: Srebrne Lwy Gdańskie
  - nagroda: Najlepsza charakteryzacja – Mira Wojtczak i Ewa Drobiec
  - nagroda: Najlepsza pierwszoplanowa rola męska – Adam Woronowicz
  - nagroda: Najlepsza muzyka – Antoni Komasa-Łazarkiewicz
- Międzynarodowy Festiwal Filmowy Tofifest w Toruniu:
  - najlepszy film festiwalu Tofifest 2018[7]